# جاده عوارضی

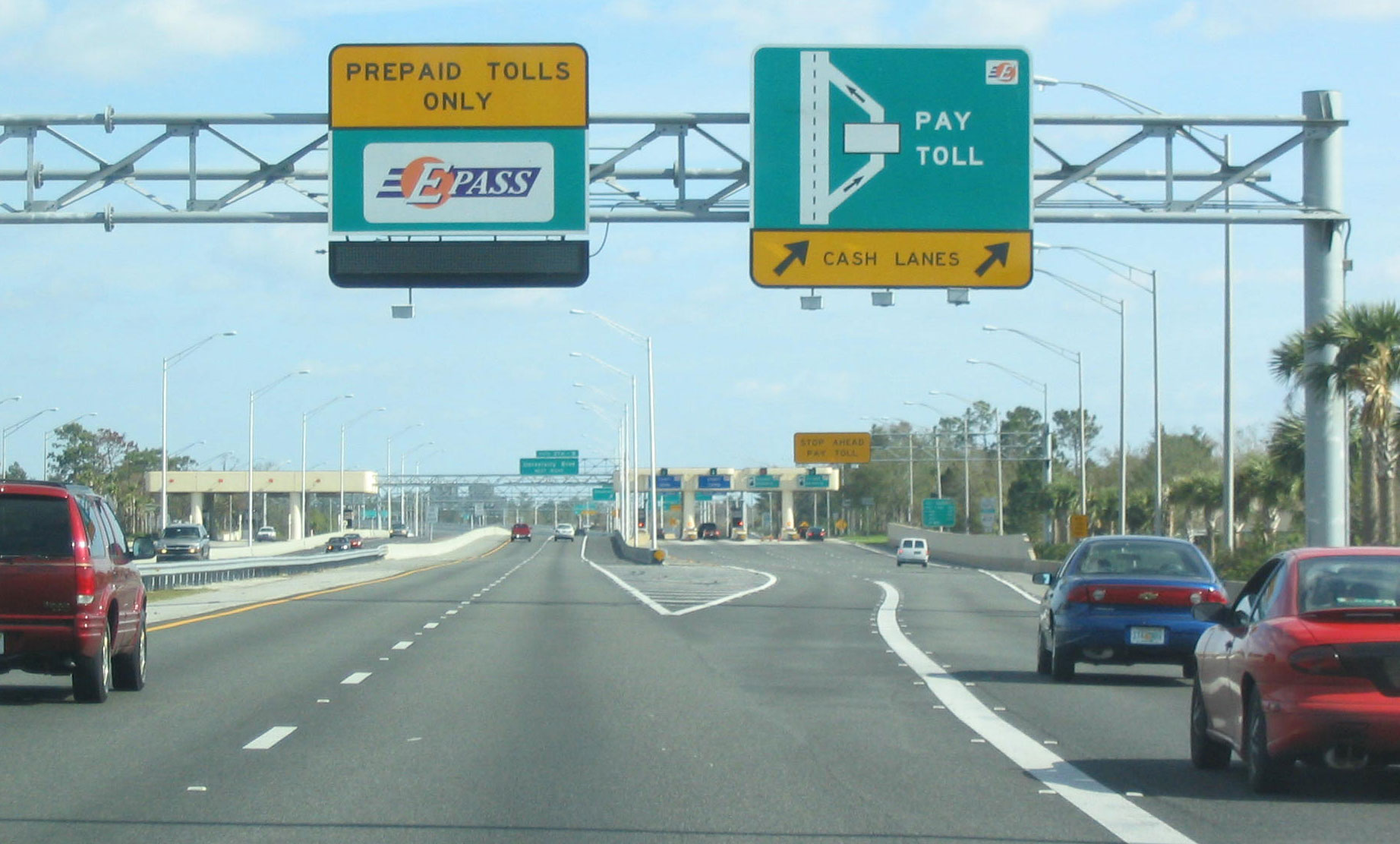
جمع‌آوری عوارض در بزرگراه ۴۱۷ ایالت فلوریدا، نزدیک اورلاندو، ایالات متحده آمریکا. این تصویر دو روش معمول دریافت عوارض را نشان می‌دهد: باجه عوارض (در سمت راست) و دریافت الکترونیکی عوارض (در سمت چپ).

جاده عَوارضی (انگلیسی: Toll road)، جاده‌ای است که برای استفاده از آن باید مبلغی پرداخت شود. این مبلغ می‌تواند به صورت نقدی، الکترونیکی یا از طریق سیستم‌های پرداخت خودکار دریافت شود. هدف از دریافت عوارض، تأمین هزینه‌های ساخت، نگهداری و توسعه جاده‌ها است. جاده‌های عوارضی معمولاً دارای کیفیت بالاتری نسبت به جاده‌های رایگان هستند و می‌توانند شامل امکاناتی مانند خطوط ویژه، خدمات رفاهی و سیستم‌های نظارت تصویری باشند. در برخی کشورها، جاده‌های عوارضی به عنوان یک روش برای کاهش ترافیک و تشویق به استفاده از حمل و نقل عمومی نیز مورد استفاده قرار می‌گیرند.
جاده‌های عوارضی از دوران باستان به شکلی وجود داشته‌اند و از مسافران پیاده، واگن یا اسب عوارض دریافت می‌کرده‌اند؛ این رویه با آمدن خودرو ادامه یافت و بسیاری از جاده‌های عوارضی مدرن فقط از وسایل نقلیه موتوری عوارض دریافت می‌کنند. مبلغ عوارض معمولاً بر اساس نوع وسیله نقلیه، وزن یا تعداد محورها متفاوت است و کامیون‌های باری اغلب نرخ‌های بالاتری نسبت به خودروها پرداخت می‌کنند.
عوارض اغلب در محل‌های دریافت عوارض، باجه‌های عوارض، ایستگاه‌های عوارض، میله‌های عوارض، موانع عوارض یا دروازه‌های عوارض جمع‌آوری می‌شود. برخی از نقاط دریافت عوارض خودکار هستند و کاربر پول را در دستگاهی می‌اندازد که پس از پرداخت عوارض صحیح، دروازه را باز می‌کند. برای کاهش هزینه‌ها و به حداقل رساندن تأخیر زمانی، بسیاری از عوارض با استفاده از تجهیزات الکترونیکی دریافت عوارض جمع‌آوری می‌شوند که به‌طور خودکار با فرستنده پرداخت‌کننده عوارض ارتباط برقرار می‌کند یا از تشخیص خودکار پلاک برای دریافت هزینه از رانندگان از طریق بدهکار کردن حساب‌هایشان استفاده می‌کند.
انتقاد از جاده‌های عوارضی شامل زمان لازم برای توقف و پرداخت عوارض و هزینه متصدیان باجه عوارض است - در برخی موارد تا حدود یک‌سوم درآمد. سیستم‌های خودکار پرداخت عوارض به به حداقل رساندن هر دوی این موارد کمک می‌کنند. برخی دیگر به پرداخت «دوباره» برای یک جاده اعتراض دارند: در مالیات سوخت و در عوارض.
علاوه بر جاده‌های عوارضی، پل‌های عوارضی و تونل‌های عوارضی نیز توسط مقامات دولتی برای تولید بودجه برای بازپرداخت هزینه ساخت سازه‌ها استفاده می‌شود. برخی از عوارض برای پرداخت هزینه‌های نگهداری یا بهبود زیرساخت‌ها در آینده کنار گذاشته می‌شوند یا به عنوان یک صندوق عمومی توسط دولت‌های محلی اعمال می‌شوند و به تأسیسات حمل و نقل اختصاص داده نمی‌شوند. این امر گاهی توسط قانون دولت مرکزی محدود یا ممنوع می‌شود. همچنین، طرح‌های قیمت‌گذاری ازدحام جاده در تعداد محدودی از مناطق شهری به عنوان یک ابزار مدیریت تقاضای حمل و نقل برای کاهش تراکم ترافیک و آلودگی هوا اجرا شده است.

## پیشینه

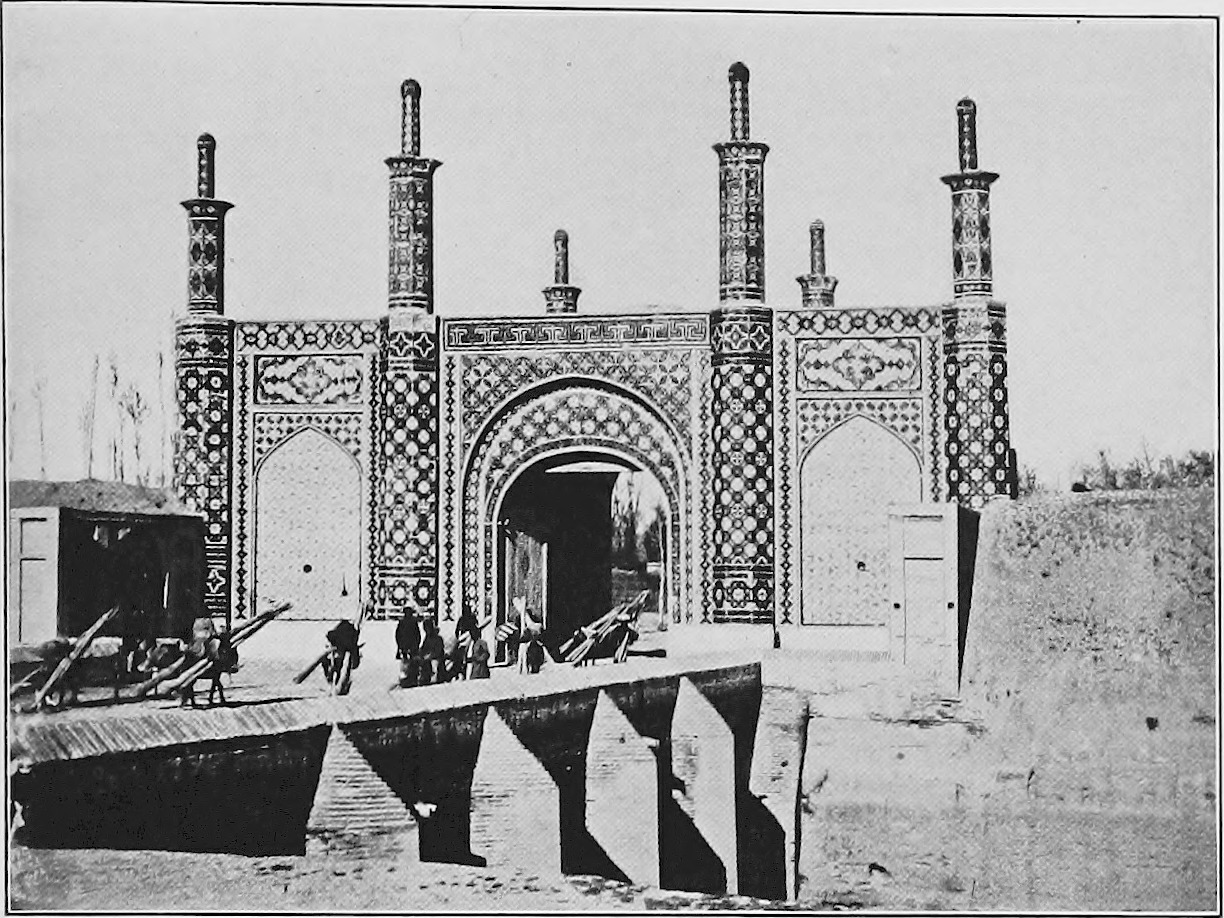
عکسی از دروازه قزوین تهران که در سال ۱۹۰۶ گرفته شده است و یادآور روزهای پایانی سفر ویلیام جکسون، نویسنده کتاب «سفرنامه جکسن، ایران در گذشته و حال» به ایران است. نویسنده از انتظار طولانی و بررسی دقیق بارها در عوارضی خارج از دروازه قزوین، و کرایه بالای سفر در آن زمان می‌گوید.

جمع‌آوری هزینه ورودی در یک ایست بازرسی جاده‌ای جامعه محلی در نزدیکی باگان (میانمار) نشان می‌دهد که جاده‌های عوارضی سابقه‌ای طولانی دارند. حداقل ۲۷۰۰ سال پیش، در قرن هفتم پیش از میلاد، در زمان پادشاهی آشوربانی‌پال، مسافران برای استفاده از بزرگراه شوش-بابل می‌بایست عوارض پرداخت می‌کردند. ارسطو و پلینیوس هم به وجود عوارض در عربستان و دیگر بخش‌های آسیا اشاره کرده‌اند. در هند، پیش از قرن چهارم پیش از میلاد، کتاب ارته‌شاستره به استفاده از عوارض اشاره می‌کند و قبایل ژرمن نیز برای عبور مسافران از گذرگاه‌های کوهستانی عوارض می‌گرفتند.
در اروپای قرون وسطی، بیشتر جاده‌ها رایگان نبودند و عوارض یکی از انواع مالیات‌های فئودالی بود که مردم برای استفاده از امکانات روزمره می‌پرداختند. برخی از جاده‌های اصلی اروپا، مانند ویا رجیا و ویا ایمپری، در ازای پرداخت عوارض، امنیت مسافران را تأمین می‌کردند.
بسیاری از جاده‌های مدرن امروزی در اروپا در ابتدا به عنوان جاده‌های عوارضی ساخته شدند تا هزینه ساخت و نگهداری آنها جبران شود و از مسافران درآمد کسب شود. در قرن چهاردهم انگلستان، برخی از جاده‌های پر رفت و آمد با پول جمع‌آوری شده از عوارض تعمیر می‌شدند. البته عوارض بالای برخی جاده‌ها گاهی باعث کاهش استفاده از آنها و در نتیجه اختلال در تجارت و حمل و نقل می‌شد.
در سده‌های ۱۴ و ۱۵ میلادی نیز دریافت عوارض در امپراتوری مقدس روم رایج بود. پس از ساخت جاده‌های جدید در پادشاهی داهومی در غرب آفریقا، باجه‌های عوارضی برای جمع‌آوری مالیات‌های سالانه بر اساس کالاهای حمل شده و شغل افراد ساخته شدند. در برخی موارد، مأموران حکومتی قبل از اجازه عبور، جریمه‌هایی نیز برای مزاحمت‌های عمومی وضع می‌کردند.
با صنعتی شدن اروپا، نیاز به بهبود زیرساخت‌های ترابری بیشتر شد و جاده‌های جدید بسیاری با بودجه حاصل از عوارض ساخته شدند. برای مثال، جاده A5 در بریتانیا که برای ایجاد ارتباط قوی بین بریتانیا و ایرلند ساخته شد، در هر چند مایل یک خانه عوارض داشت.
در قرن بیستم، عوارض جاده‌ای در اروپا برای تأمین مالی ساخت شبکه‌های بزرگراهی، پل‌ها و تونل‌ها به کار گرفته شد. ایتالیا اولین کشوری بود که در سال ۱۹۲۴ میلادی بزرگراه‌هایی مخصوص تردد سریع وسایل نقلیه موتوری ساخت. اولین این بزرگراه‌ها، آتوسترادا دی لاگی، میلان را به دریاچه کومو و دریاچه مجوره متصل می‌کرد و هزینه‌های ساخت آن با دریافت عوارض تأمین می‌شد. پس از ایتالیا، یونان در سال ۱۹۲۷ برای استفاده از شبکه بزرگراه‌های خود عوارض وضع کرد. در دهه‌های ۱۹۵۰ و ۱۹۶۰، فرانسه، اسپانیا و پرتغال نیز به ساخت بزرگراه‌ها پرداختند و هزینه آن را عمدتاً از طریق عوارض تأمین کردند. از آن زمان، دریافت عوارض جاده‌ای در بیشتر کشورهای عضو اتحادیه اروپا رایج شده است.
در ایالات متحده، پیش از ایجاد سیستم بزرگراه‌های بین ایالتی و کمک‌های مالی دولت فدرال، بسیاری از ایالت‌ها اولین بزرگراه‌های خود را با فروش اوراق قرضه که با درآمد عوارض پشتیبانی می‌شد، ساختند. اولین جاده عوارضی بزرگ در آمریکا، پنسیلوانیا ترنپایک، در سال ۱۹۴۰ افتتاح شد و پس از آن جاده‌های عوارضی دیگری مانند مین ترنپایک (۱۹۴۷)، بلو استار ترنپایک (۱۹۵۰)، نیوجرسی ترنپایک (۱۹۵۱) و گاردن استیت پارک وی (۱۹۵۲) ساخته شدند.